# Lesbiennes au Sri Lanka
Les lesbiennes au Sri Lanka sont une communauté marginalisée, criminalisée et discriminée. À partir des années 2000, plusieurs associations lesbiennes de défense des droits LGBT voient le jour. Le mouvement lesbien sri-lankais s'organise principalement sur internet, du fait de la forte répression à leur égard.

## Histoire
Deux des trois principales organisations de défense des droits LGBT+ au Sri Lanka, le Women's Support Group et Equal Ground, sont fondées par des lesbiennes. Le Women’s Support Group (en) (WSG), issu de l'organisation Companions on a Journey (en), est créé en 1999 pour offrir un groupe de soutien aux lesbiennes, femmes bisexuelles et transgenres,. Son manifeste, intitulé Lesbian Activism in Sri Lanka, est rédigé par des personnes de toutes les classes sociales et tous les âges. En 1999, le WSG organise une convention nationale gay et lesbienne devant rassembler près de 200 personnes, qui rencontre une opposition violente publique, y compris de la part du mouvement féministe,,. Le média The Island va jusqu'à publier une lettre qui préconise le viol correctif des participantes de la conférence. À la suite d'une plainte déposée contre le journal, le Press Council of Sri Lanka qualifie le lesbianisme de pratique « sadique et salace » (sadistic and salacious),.
Lors des premières célébrations de la Journée internationale des droits des femmes au Sri Lanka, le WSG se joint à la manifestation du Women’s Movement and the Feminist Movement au Viharamahadevi Park. Leur présence est à nouveau décriée par plusieurs militantes féministes. La militante pour les droits humains Sunila Abeysekera (en) prend alors la parole pour les défendre. En 2001 se tient la première conférence nationale lesbienne du Sri Lanka. En 2003, le WSG compte une vingtaine de membres.
En 2004, la militante lesbienne Rosanna Flamer-Caldera (en) fonde Equal Ground (en), une organisation destinée à défendre l’ensemble des minorités sexuelles et de genre au Sri Lanka. Elle est accusée en 2013 par les autorités étatiques de « propager l’homosexualité et la pédophilie ». En 2014, Equal Ground est placée sous surveillance.
Le 1er juillet 2010, en réaction à des déclarations du premier ministre D. M. Jayaratne publiées dans le Daily Mirror (en), le WSG ainsi que deux autres organisations militant pour les droits LGBT au Sri Lanka rédigent une lettre exigeant un rendez-vous avec le premier ministre, pour lui exprimer les revendications des personnes LGBT+. Ils ne reçoivent pas de réponse.
En 2011, le WSG rédige un rapport adressé au Comité sur l'élimination de toutes les formes de discrimination à l'égard des femmes (CEDAW) de l'ONU, dans lequel il dénonce la criminalisation de l'homosexualité, le rôle des stéréotypes de genre dans l'organisation de la société sri-lankaise, l'exclusion de la vie publique et de certains secteurs du marché de l'emploi et les discriminations d'accès à la santé qui visent les LGBT. Il met également en lumière l'intersection des violences sexistes et queerphobes dont sont victimes les lesbiennes et les femmes bisexuelles et trans.
En janvier 2017, le gouvernement sri-lankais rejette un texte proposant d’interdire les discriminations liées à l’orientation sexuelle, estimant que cela reviendrait à légaliser l’homosexualité,. En parallèle, l'association Equal Ground rédige un rapport adressé au CEDAW sur la violation des droits des lesbiennes et femmes bisexuelles et trans (LBT),. L'association Women’s Media Collective dépose également un rapport au CEDAW concernant les discriminations subies par les femmes LBT,.
Le 21 février 2018, Rosanna Flamer-Caldera, en tant que directrice exécutive d'Equal Ground et avec le soutien du Human Dignity Trust (en), dépose une plainte auprès du CEDAW, dénonçant la violation des droits humains par la législation sri-lankaise et, plus spécifiquement, la criminalisation du lesbianisme. Au terme de la procédure, le Comité reconnaît en 2022 que Rosanna Flamer-Caldera a bel et bien été victime de « discriminations croisées » homophobes et misogynes, c'est-à-dire lesbophobes. Dans ses conclusions, il exige du Sri Lanka la décriminalisation des relations homosexuelles consenties et la mise en place de mesures visant à protéger les victimes de violences homophobes,.
Malgré ces recommandations de l'ONU, la législation n'est pas modifiée. En août 2022, le tribunal de première instance du district de Gampaha rejette la plainte d'une lesbienne de 22 ans, enfermée contre son gré, harcelée et contrainte à subir une thérapie de conversion par ses parents. Dans leur défense, ceux-ci invoquent la pathologisation de l'homosexualité et demandent une expertise psychiatrique. L'affaire est finalement classée sans suite,.

## Conditions de vie

### Législation
En 1995, l'article 365A de l'article 365 du Code pénal sri-lankais (en), qui interdit les relations homosexuelles dans les cadres privés et publics et prévoit une peine d'emprisonnement pouvant aller jusqu'à 10 ans, est modifié dans le but de criminaliser le lesbianisme. L'ordonnance sur le vagabondage de 1842, issue de la législation coloniale britannique, permet à la police d'arrêter dans l'espace public les personnes dont l'apparence est jugée « indécente » : dans la pratique, cet article serait utilisé pour emprisonner des individus dont l'expression de genre est considérée non-conforme à leur sexe à l'état civil, notamment les lesbiennes, les personnes trans et les membres de la communauté nachchi (un troisième genre au Sri Lanka (en)). L’article 399 du Code pénal sri-lankais, relatif à l’usurpation d’identité, peut également être utilisé pour les personnes LGBT dont l'apparence est jugée non-conforme.

### Discriminations
Le rapport de 2014 de l'International Gay and Lesbian Human Rights Commission sur les violences contre les lesbiennes, bisexuelles et personnes trans relève que les femmes lesbiennes subissent des violences familiales en raison de leur orientation sexuelle et de leur expression de genre. Ces violences sont verbales, physiques et sociales : elles incluent un ostracisme ainsi que le recours forcé à des thérapies de conversion. Ce même rapport note que plus l'expression de genre des lesbiennes est considérée comme non-conforme, plus elles sont susceptibles d'être victimes de violence dans la sphère publique (dont des insultes, passages à tabac, agressions sexuelles). Le rapport évoque également des menaces de viol correctif, ainsi que des mariages hétérosexuels forcés.
Dans un rapport de 2015, le département d’État des États-Unis note une augmentation de la répression policière contre les personnes LGBT, dont les lesbiennes. L'accès à la santé est parfois refusé aux lesbiennes en raison de leur orientation sexuelle ; leurs besoins spécifiques sont ignorés par les professionnels médicaux, et elles sont régulièrement victimes de violences médicales. En 2019, un nouveau rapport du département d'État des États-Unis dénonce les violences perpétrées à l'encontre des personnes LGBT+.
En 2022, un rapport du Bureau de l'Intérieur britannique relève des discriminations similaires, et note que les lesbiennes et bisexuelles sont confrontées à de fortes pressions les incitant à se conformer aux attentes sociales l'égard des femmes, notamment le mariage. Il note également que les lesbiennes et bisexuelles sont davantage exposées à la violence dans les zones rurales.
Dans un rapport de 2022, trois organisations de défense des droits LGBT+ (Équité Sri Lanka, Bridge to Equality et Rajarata Gemi Pahana) dénoncent les arrestations et détentions arbitraires des personnes LGBT+, notamment celle d'un couple lesbien après leur dénonciation à la police par les parents d'une des conjointes,. La justice demande une expertise psychiatrique des deux femmes.
En raison de la criminalisation des relations lesbiennes par les articles 365A et 399, les lesbiennes victimes de violence conjugale sont dissuadées de porter plainte. De façon plus générale, du fait que les audiences au tribunal sont publiques, les lesbiennes ne reportent que rarement les faits de violence dont elles sont victimes aux autorités policières et judiciaires.
Les lesbiennes présentent un taux de suicide élevé au Sri Lanka. Plusieurs cas de suicides de couples lesbiens ont été documentés par la presse, notamment chez des adolescentes en 2002 et 2005.

## Démographie
Dans une étude menée par Equal Ground en 2020, sur un échantillon de 4 019 personnes, 0,5 % s'identifient comme lesbiennes, dont 0,3 % des 18-29 ans, 0,9 % des 30-44 ans et 0,5 % des 45-65 ans. Parmi les participants, les lesbiennes étaient principalement originaires des provinces Centre-Nord, Nord-Ouest, Ouest et Sabaragamuwa.

## Culture
D'après une équipe de recherche, constituée de Sanchia Brown, Subha Wijesiriwardena, Shermal Wijewardhana et Micheal Mendis, la communauté lesbienne au Sri Lanka se constitue principalement sur internet, notamment via des sites tels que Whatsapp et Facebook.
En 2019, une vidéo du mariage lesbien de deux ressortissantes sri-lankaises au Canada, célébré suivant les rituels cingalais traditionnels, est publiée sur Facebook et YouTube. Un an et demi plus tard, elle est visionnée plus de 600 000 fois et génère 5000 commentaires, dont certains affirment que le mariage homosexuel est incompatible avec la culture sri-lankaise. D'autres se montrent, au contraire, favorables à cette union. Sithara Fernando, l'une des deux épouses, se réjouit que l'événement ait pu ouvrir la discussion sur le mariage gay au Sri Lanka.
À Colombo, le Women’s Support Group (en) propose des activités aux femmes lesbiennes et bisexuelles. L'entreprise Sri Lanka Blissful Island, elle, se spécialise dans la mise en place d'excursions touristiques pour les lesbiennes.